# Nothing's Gonna Change My Love for You
"Nothing's Gonna Change My Love for You" is een nummer geschreven door Michael Masser en Gerry Goffin. Het nummer is oorspronkelijk uitgebracht door de zanger George Benson in 1985. Twee jaar later had de zanger Glenn Medeiros met zijn cover een wereldhit.

## Versie van George Benson
George Benson nam het nummer op voor zijn Warner Records-album 20/20 uit 1985. Richard Marx is te horen als achtergrondzanger. Zijn versie was geproduceerd door Michael Masser en in Europa op single uitgebracht, met een cover van het nummer "Beyond the Sea (La Mer)" als B-kant. Zijn single bracht het niet verder dan de zestigste plek in de Britse hitlijst.

## Versie van Glenn Medeiros
Nadat Glenn Medeiros op zestienjarige leeftijd een lokale talentenjacht - Brown Bags to Stardom - had gewonnen, bracht hij de cover van het lied uit op een onafhankelijk label. Aangezien Whitney Houston een nummer 1-hit gescoord had met de George Bensoncover "The Greatest Love of All" wist Jay Stone Medeiros te overtuigen de single voor een breder publiek uit te geven. Het werd uitgebracht op de labels A&M, Amherst Records en Mercury Records. 
De single bereikte de eerste plaats in de hitlijsten in Canada, Frankrijk, Ierland, Nederland, Spanje en het Verenigd Koninkrijk. In België bereikte het de tweede plek, in de Verenigde Staten de twaalfde.

### Hitnoteringen

#### Nederlandse Top 40
| Hitnotering: 30-04-1988 t/m 06-08-1988 | Hitnotering: 30-04-1988 t/m 06-08-1988 | Hitnotering: 30-04-1988 t/m 06-08-1988 | Hitnotering: 30-04-1988 t/m 06-08-1988 | Hitnotering: 30-04-1988 t/m 06-08-1988 | Hitnotering: 30-04-1988 t/m 06-08-1988 | Hitnotering: 30-04-1988 t/m 06-08-1988 | Hitnotering: 30-04-1988 t/m 06-08-1988 | Hitnotering: 30-04-1988 t/m 06-08-1988 | Hitnotering: 30-04-1988 t/m 06-08-1988 | Hitnotering: 30-04-1988 t/m 06-08-1988 | Hitnotering: 30-04-1988 t/m 06-08-1988 | Hitnotering: 30-04-1988 t/m 06-08-1988 | Hitnotering: 30-04-1988 t/m 06-08-1988 | Hitnotering: 30-04-1988 t/m 06-08-1988 | Hitnotering: 30-04-1988 t/m 06-08-1988 | Hitnotering: 30-04-1988 t/m 06-08-1988 |
| Week                                   | 1                                      | 2                                      | 3                                      | 4                                      | 5                                      | 6                                      | 7                                      | 8                                      | 9                                      | 10                                     | 11                                     | 12                                     | 13                                     | 14                                     | 15                                     |                                        |
| -------------------------------------- | -------------------------------------- | -------------------------------------- | -------------------------------------- | -------------------------------------- | -------------------------------------- | -------------------------------------- | -------------------------------------- | -------------------------------------- | -------------------------------------- | -------------------------------------- | -------------------------------------- | -------------------------------------- | -------------------------------------- | -------------------------------------- | -------------------------------------- | -------------------------------------- |
| Nummer                                 | 34                                     | 14                                     | 7                                      | 2                                      | 1                                      | 1                                      | 1                                      | 1                                      | 1                                      | 1                                      | 2                                      | 5                                      | 14                                     | 23                                     | 39                                     | uit                                    |

#### Nationale Hitparade Top 100
| Hitnotering: 30-04-1988 t/m 03-09-1988 | Hitnotering: 30-04-1988 t/m 03-09-1988 | Hitnotering: 30-04-1988 t/m 03-09-1988 | Hitnotering: 30-04-1988 t/m 03-09-1988 | Hitnotering: 30-04-1988 t/m 03-09-1988 | Hitnotering: 30-04-1988 t/m 03-09-1988 | Hitnotering: 30-04-1988 t/m 03-09-1988 | Hitnotering: 30-04-1988 t/m 03-09-1988 | Hitnotering: 30-04-1988 t/m 03-09-1988 | Hitnotering: 30-04-1988 t/m 03-09-1988 | Hitnotering: 30-04-1988 t/m 03-09-1988 | Hitnotering: 30-04-1988 t/m 03-09-1988 | Hitnotering: 30-04-1988 t/m 03-09-1988 | Hitnotering: 30-04-1988 t/m 03-09-1988 | Hitnotering: 30-04-1988 t/m 03-09-1988 | Hitnotering: 30-04-1988 t/m 03-09-1988 | Hitnotering: 30-04-1988 t/m 03-09-1988 | Hitnotering: 30-04-1988 t/m 03-09-1988 | Hitnotering: 30-04-1988 t/m 03-09-1988 | Hitnotering: 30-04-1988 t/m 03-09-1988 | Hitnotering: 30-04-1988 t/m 03-09-1988 |
| Week                                   | 1                                      | 2                                      | 3                                      | 4                                      | 5                                      | 6                                      | 7                                      | 8                                      | 9                                      | 10                                     | 11                                     | 12                                     | 13                                     | 14                                     | 15                                     | 16                                     | 17                                     | 18                                     | 19                                     |                                        |
| -------------------------------------- | -------------------------------------- | -------------------------------------- | -------------------------------------- | -------------------------------------- | -------------------------------------- | -------------------------------------- | -------------------------------------- | -------------------------------------- | -------------------------------------- | -------------------------------------- | -------------------------------------- | -------------------------------------- | -------------------------------------- | -------------------------------------- | -------------------------------------- | -------------------------------------- | -------------------------------------- | -------------------------------------- | -------------------------------------- | -------------------------------------- |
| Nummer                                 | 55                                     | 17                                     | 3                                      | 1                                      | 1                                      | 1                                      | 1                                      | 1                                      | 1                                      | 1                                      | 4                                      | 7                                      | 10                                     | 20                                     | 26                                     | 42                                     | 68                                     | 81                                     | 91                                     | uit                                    |

#### NPO Radio 2 Top 2000
| Nummer met noteringen in de NPO Radio 2 Top 2000 | '99  | '00  |
| ------------------------------------------------ | ---- | ---- |
| Nothing's Gonna Change My Love for You           | 1654 | 1622 |

1. ↑  Een vetgedrukt getal geeft de hoogste notering aan.
2. ↑  Deze tabel is bijgewerkt tot en met de laatste editie (2024).